# NYPL Digital Collections

NYPL Digital Collections, précédemment NYPL Digital Gallery, est un site d'archive numérique créée par la New York Public Library qui donne accès gratuitement à une collection de plus de 700 000 images numérisées à partir des collections de la New York Public Library : dessins, manuscrits, cartes historiques, affiches anciennes, gravures, photographies, livres illustrés, etc.
La NYPL Digital Gallery a été mis en ligne en mars 2005. En 2015, le site a changé d'interface et de nom, pour devenir NYPL Digital Collections, après une période de plusieurs mois en version beta.
Il est possible d'y effectuer des recherches par mots-clés ou explorer les index de noms, sujets et différentes bibliothèques et collections. Le site est entièrement en anglais.